# Teluk Kiluan
Teluk Kiluan är en vik i Indonesien.   Den ligger i provinsen Lampung, i den västra delen av landet, 200 km väster om huvudstaden Jakarta.